# Pantalón de tiro bajo

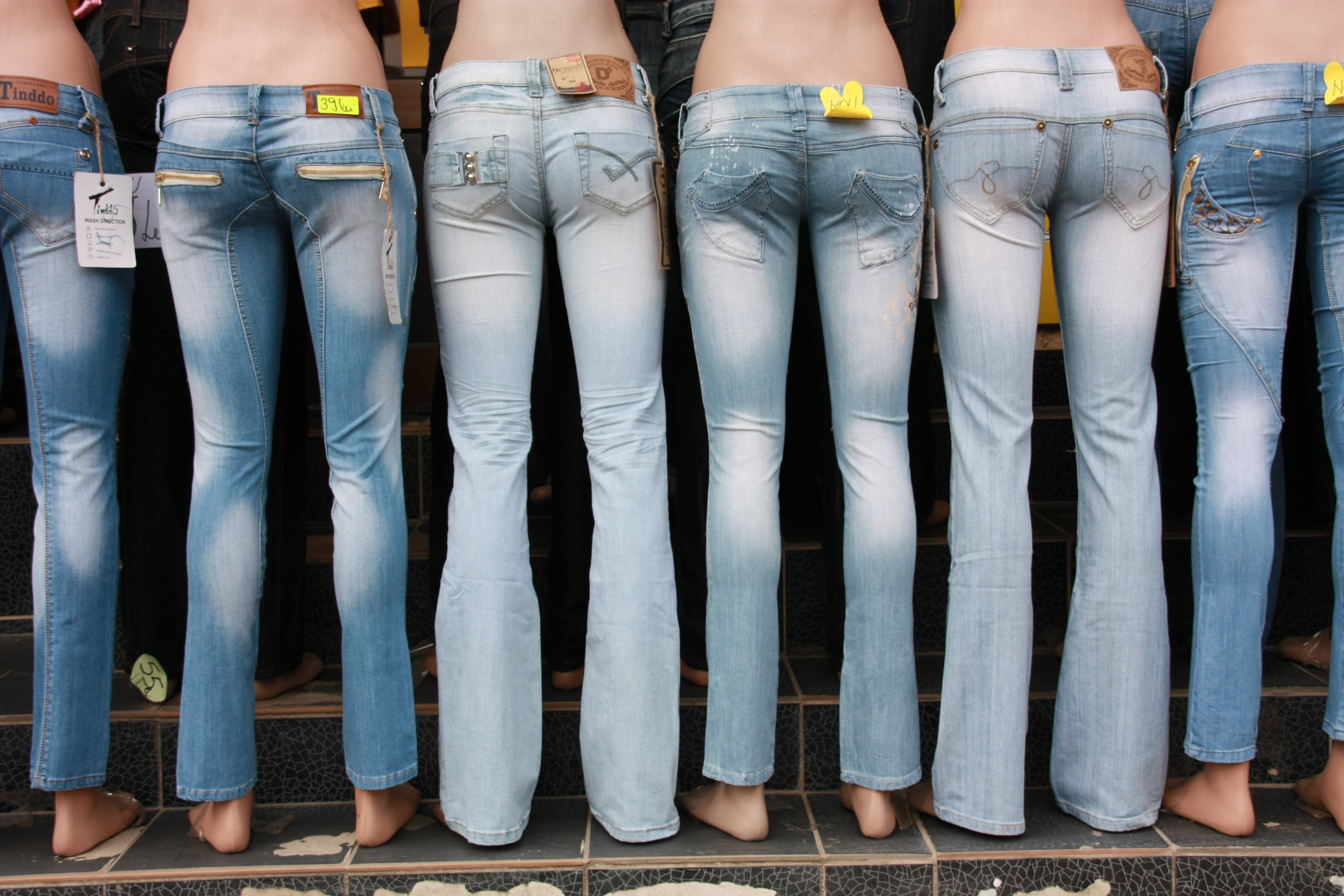
Maniquíes con pantalón de tiro bajo.

El pantalón de tiro bajo o corto (en especial el vaquero o bluyín), también llamado de cintura baja o descaderado, es todo aquel pantalón cuyo tiro nace a la altura de las caderas o por debajo de ellas. Surgido en la década de 1960, volvió a estar en boga con la llegada del siglo XXI.
El tiro o distancia entre la unión de las perneras y la cintura de un pantalón habitual suele ser de unos 30 centímetros. En los pantalones de tiro bajo, dicha distancia suele quedar por debajo de los 20 cm, llegando a ser en ocasiones de entre 7 y 10 cm. Algunas marcas de pantalón vaquero reducen asimismo el tamaño de la cremallera, de modo que en los ejemplos más extremos esta pierde su función práctica y pasa a ser elemento decorativo de la prenda.

## Historia
Precursores de esta prenda son los vaqueros hip-huggers, el uso de los cuales se extendió, junto a la música psicodélica y la contracultura hippie, a finales de la década de 1960. Varios iconos del rock -como Jimi Hendrix, Janis Joplin o Jim Morrison- popularizaron esta prenda, con perneras de campana. Esta popularidad prosiguió durante los años 70, incorporándose a la estética de la música disco.
En las dos décadas siguientes, los vaqueros anchos de campana dieron paso a otros de perneras ceñidas, en los que se daba importancia a la marca del diseñador y el arranque del tiro volvía a situarse por la cintura. 
A principios del siglo XXI, el pantalón vaquero de tiro bajo volvió a ponerse de moda, sobre todo entre adolescentes y jóvenes. Si bien su popularidad se acabó extendiendo a otras franjas de edad, la publicidad de la prenda continuó dirigida a una clientela juvenil y muchos de los comercios orientados a dicha clientela a menudo sólo ofrecían vaqueros de tiro bajo de variados estilos. Estos pantalones de principios de siglo solían ser de perneras ceñidas, pero también los hay sueltos, anchos, acampanados, etc. Varias marcas extendieron el uso del tiro bajo a otros tipos de pantalón.
El amplio uso de los pantalones de tiro bajo conllevó una mayor visibilidad de la ropa interior, por lo que esta ha adquirido para muchas personas las funciones estéticas de una prenda exterior. El hecho de que la parte baja de la espalda quede expuesta con mayor frecuencia también respondía en parte a la tendencia, surgida a finales de los 90, a tatuarse en dicha zona. Dichas exposiciones de ropa interior motivaron debates sociales en algunos países sobre la conveniencia del uso de este tipo de pantalón entre los adolescentes o sobre su admisión en los centros educativos. A partir de 2010 volvió la moda del pantalón con la cintura en su lugar, incluso de tiro alto.
Los pantalones de tiro bajo pueden causar meralgia parestésica.